# 桃太郎 (落語)
『桃太郎』（ももたろう）は、落語の演目。
上方、東京ともに多くの演者がある。短く登場人物も少ないため、他の演目のマクラに用いられることが多い（上方の3代目桂春団治は『いかけ屋』のマクラに演じる）。

## あらすじ
ある父親が、眠れないと訴える息子（東京では金坊）に昔話の『桃太郎』を話して寝かしつけようとするが、息子は「話を聞くことと寝ることは同時にできない」と理屈っぽく反論する。父親は困りつつ話を始めるが、「昔々……」と言えば「年号は?」、「あるところに……」と言えば「どこ?」、「おじいさんとおばあさんが……」と言えば「名前は?」といちいち聞くので、話がまったく進まない。
それでも強引に話を進めようとする父親に対し、息子は子供とは思えないほどに論理的かつ衒学的な『桃太郎』の解説を試みる。
- 「昔々」「あるところに」などとして、時代や場所を細かく設定しないのは、いつの時代のどこの子供にも聞かせられるようにした配慮だ。
- おじいさんが山にいるのは「父親の恩が山よりも高いこと」、おばあさんが川にいるというのは実は海のことであり、「母親の恩が海よりも深いこと」を表現している。本当は父親と母親のことだが、話のつじつまを合わせ、話に愛着を持たせるために老けさせている。
- 桃太郎が桃から誕生するのは、子供が神様からの授かり物であることを象徴している。
- 鬼ヶ島における鬼とは、「鬼のような世間における苦労」を表現している。
- 犬は「3日飼われたら3年恩を忘れない」といわれるほど、思いやりが深いといわれる。猿は「猿知恵」といった言葉にみられるように、知恵がある。キジはヘビに卵が狙われると、自分の身体を巻かせて囮にして退治する、落ち着いた勇気を持つ。つまり、この3匹で智、仁、勇という3つの徳を表している。
- キビは五穀の中で比較的粗末な穀物であり、「キビ団子」は「贅沢はよくない」という教えの象徴である。
- 以上の通り、人間として生まれた以上は、日々贅沢をせず質素を守り、三徳を身に付け、親孝行し、先祖に日々感謝しながら一生懸命に働き、やがて「苦労」と言う名の鬼を退治して「信用」「名誉」「財産」「地位」という宝物を手に入れて、世の中の役に立つ立派な者になることが一番の大事な道筋だ、というのが『桃太郎』の物語の本質なのである。

上のような話をしているうち、父親のほうがいつの間にか寝入ってしまう。父親の寝顔を見た息子は「親なんてものは、罪がないな」。